# Celali-Aufstände
Die Celali-Aufstände (türkisch Celalî ayaklanmaları) waren eine Reihe von Aufständen in Anatolien gegen die Autorität des Osmanischen Reiches im 16. und 17. Jahrhundert. Die Bezeichnung geht zurück auf einen Aufstand des häretischen Predigers Scheich Celal im Jahr 1519 in der Nähe von Tokat. Celal rief sich dabei zum Mehdi aus. Celals Name wurde fortan von der osmanischen Verwaltung zur Bezeichnung ähnlicher Aufstände benutzt, um sie als häretisch zu diffamieren. Große Celali-Aufstände fanden 1526–28, 1595–1610, 1654–55 und 1658–59 statt. Obwohl der ethnische Faktor in diesen Aufständen das generelle Muster der osmanischen Bevölkerung widerspiegelte, kann man sie sicher als grundlegend türkische Aufstände bezeichnen. Besonders die seminomadischen und nomadischen turkmenischen Klans, die in der Gründung des Reiches eine Rolle spielten und sich nun immer mehr von der Macht verdrängt sahen, da an ihre Stelle mehr auf die Knabenlese und professionelle Truppen gesetzt wurde, spielten eine große Rolle. Die Aufstände hörten während der Herrschaft Murads IV. auf. Sie waren die größten und am längsten andauernden in der Geschichte des Osmanischen Reiches und forderten einen hohen Zoll vom Reich und dessen türkischen Einwohnern.
Das entscheidende Merkmal der Aufstände war, dass sie zwar anfangs als zivile Unruhe und Reaktion gegen die sich verschlechternden Lebensumstände begannen, dass später aber die Aufständischen selbst zu Unterdrückern wurden, Land von den Bauern verlangten und so weitere Aufstände gegen sich selber auslösten. An den großen Aufständen waren die Sekbans (Irreguläre Truppen von Musketieren) und Sipahis (Kavalleristen, die durch Lehen unterhalten wurden) beteiligt. Die Aufstände hatten nicht das Ziel, die osmanische Regierung zu stürzen, sondern waren eine Reaktion auf die soziale und ökonomische Krise, die von verschiedenen Faktoren ausgelöst wurde wie der Abwertung der Währung, der hohen Besteuerung, dem Zerfall im System der Knabenlese durch die Aufnahme von Muslimen in die Armee und der Zunahme der Anzahl und Macht der Janitscharen in Istanbul und den Provinzen.

## Gründe
- Unterdrückte Bauern und das zerfallende Tımar-System: Das osmanische Steuersystem basierte auf Landwirtschaft und der größere Teil wurde von den Bauern, die für die örtlichen Feudalherren arbeiteten, eingetrieben. Die Feudalherren wurden wiederum durch die lokale Verwaltung für ihre Mukataa besteuert. Wenn die Steuerraten für die lokale Verwaltung aufgrund der Devaluation der Währung oder wegen sehr hoher Staatsausgaben, die durch neue Eroberungen oder militärische Kampagnen entstanden, erhöht wurden, erhöhten auch die Feudalherren illegal die Steuern, die sie von den Bauern verlangten. Derweil begannen die Gutachter, die die Steuer für die Ländereien festsetzten, Bestechungsgelder zu fordern, damit sie das Land nicht höher besteuerten. Folglich gaben viele Bauern ihre Arbeit für die Feudalherren auf und zogen in größere Provinzen, wo sie entweder in den Regierungstruppen als Sekbans dienten oder Vagabunden wurden. Die Bevölkerung in den großen Städten wuchs schnell und damit auch die Arbeitslosigkeit. In Kriegszeiten dienten die Sekbans den Gouverneuren und wurden regelmäßig entlohnt, aber zu Friedenszeiten wurden sie nicht bezahlt und verlegten sich aufs Banditentum. Die ersten Aufstände waren ihrer Natur nach lediglich Raubzüge von Sekbans, die auf Befehl ihrer Herrscher gemeinsam mit Banditen mehr Geld von der Bevölkerung erpressten. Ihnen schlossen sich später Sipahis, die ihre Pfründen verloren hatten, Vagabunden und turkmenische und kurdische Nomaden an.

- Korrupte Beamte: Mit dem Zerfall des Statthaltersystems der Knabenlese und den hohen Steuern begannen die Gouverneure und örtlichen Beamten ihre inoffiziellen Steuerraten zu erhöhen und die Arbeitskraft der Bauern auszubeuten. Parallel dazu wuchs die Bestechung.

- Unterdrückte Aleviten und der wachsende nicht-türkische Einfluss am königlichen Hof: Als Selim I. Ägypten eroberte, nahm er den Kalifentitel an und wurde so zum geistlichen Führer der sunnitischen Welt. Er beschloss die Herrschaft des Safawidenherrschers Schah Ismail, den er als Führer der häretischen Schiiten ansah, zu beenden. So kooperierte Selim I. mit den örtlichen feudalen Herrschern und unterdrückte die alevitische Bevölkerung in Anatolien blutig und fing gleichzeitig einen Krieg gegen Ismail an. Viele Aleviten und solche, die sich wegen der gemeinsamen türkischen Herkunft mit Ismail verbunden fühlten, schlossen sich infolgedessen den rebellischen Gruppen an.

## Große Aufstände
- Celalî (1519): Während Selim I. auf seinem Ägyptenfeldzug war, sammelte ein alevitischer Prediger namens Celal 20.000 Menschen bei Bozok (heute Provinz Yozgat) und marschierte in aufrührerischer Absicht nach Tokat. Auch ruhelose turkmenische Gruppen schlossen sich ihm an. Sekbans, Sipahis, die ihr Tımar (Lehen) verloren hatten, hoch besteuerte Bauern und unzufriedene Stadtbewohner folgten ihnen nach Tokat. Selim I. sandte den Beylerbey von Rumelien, Ferhad Pascha, und den Bey von Dulkadir, Şehsuvaroğlu Ali, um die Rebellen zu bekämpfen, und Celal wurde getötet. Trotzdem nahmen die Unruhen nicht ab, besonderes unter der turkmenischen Gemeinschaft, den Sekbans und den Sipahis.

- Baba Zünnun (1525): In der Region, die der heutigen Provinz Mersin entspricht, begannen Baba Zünnun und andere örtliche religiöse Führer eine Revolte gegen den Bey von Bozok, veranlasst durch die Erhöhung der Grundstücksteuer durch die örtlichen Beamten und die raue Einstellung der dekadenten Steuereintreiber. Nachdem die örtlichen Beamten und die Rebellenführer getötet worden waren, hörten die Kämpfe auf.

- Kalender Çelebi (1528): Während der Herrschaft Sultan Süleymans I., zu einer Zeit, in der das Reich wegen militärischer Kampagnen unter finanziellen Nöten litt, wurde eine Inventur der besteuerten Ländereien zur Erhöhung der Staatseinnahmen angeordnet. Viele der Gutachter schätzten die Ländereien zu hoch ein, um ein Teil für sich zu behalten. Während Suleyman gegen Ungarn zog, revoltierten verärgerte Massen in der Nähe von Ankara und Kırşehir unter der Führung eines ehemaligen Sipahi namens Kalender Çelebi. Ihre Zahl wuchs schnell auf 30.000 Mann. Als er Nachricht über die Größe des Aufstandes erhielt, schickte Süleyman I. den Großwesir Pargalı Damat İbrahim Pascha mit den Kapikuli-Truppen, die größtenteils aus Janitscharen bestanden. Am 27. Mai 1528 fand eine große Schlacht statt, in der die Revolte blutig niedergeschlagen wurde.

- Karayazıcı (1598): Besonders nach den 1550ern gab es, auf Grund der wachsenden Unterdrückung durch die örtlichen Gouverneure und der Erhebung neuer und hoher Steuern, viele kleinere Zwischenfälle. Nach dem Beginn der Kriege gegen Persien, besonders nach 1584, begannen die Janitscharen das Land der Bauern zu besetzen, um Geld zu erpressen und auch um es teuer zu verpachten, was dazu führte, dass die Steuereinnahmen des Staates deutlich zurückgingen. 1598 vereinte der Sekbanführer Karayazıcı Abdülhalim die frustrierten Gruppen in Anatolien, zwang die Städte Tribut zu zahlen und wurde zum Gouverneur eines kleinen Distriktes. Er weigerte sich, den Distrikt seinem Nachfolger zu überlassen, rebellierte und tötete den neuen Beamten mit der Hilfe von aufständischen Vagabunden und Bauern. Ihm wurde das Amt des Gouverneurs der Provinz Çorum angeboten, doch er lehnte ab, und als Truppen gegen ihn geschickt wurden, zog er sich mit seinen Kräften nach Urfa zurück. Dort suchte er Schutz in der Festung und machte sie für 18 Monate zum Zentrum seines Widerstandes. Aus Furcht vor einer Meuterei seiner Leute verließ er die Festung und wurde von Regierungstruppen besiegt. Er starb 1602 eines natürlichen Todes. Sein Bruder Deli Hasan eroberte Kütahya in Westanatolien, ging aber später gegen Bestechungsgeld zur Regierungsseite über. Die Celali-Aufstände setzten sich trotzdem unter der Führung von Janbuladoglu in Aleppo und Yusuf Pascha und Kalenderoğlu in Westanatolien fort. Sie wurden schließlich durch Großwesir Kuyucu Murad Pascha, der 1610 eine große Zahl von Celalis töten ließ, beendet.

Während des Restes des 17. und des 18. Jahrhunderts sorgten die Celalis für periodische Unruhen in Anatolien und gaben damit die Reaktion der Menschen in den Provinzen auf die wachsende Macht der Janitscharen wieder.